# Julio Velasco
Julio Velasco, argentinski trener, * 9. april 1952, La Plata, Argentina.
Velasco je vodil italijansko moško in žensko reprezentanco, češko, špansko, iransko in od leta 2014 argentinsko moško odbojkarsko reprezentanco.